# Cementerio católico de San Francisco
El Cementerio católico de San Francisco (en inglés: St. Francis Catholic Cemetery) es un cementerio ubicado en la ciudad de Phoenix, Arizona al suroeste de los Estados Unidos. Fue fundado en 1897 y consta de 52 acres (210.000 metros cuadraods), 45 de los cuales están desarrollados. Antes de 1969, el cementerio estaba a cargo de la Orden de San Francisco, en la diócesis de Tucson. Sin embargo, después de ese año se convirtió en un cementerio independiente. Una persona conocida enterrada aquí es el exjugador de béisbol red Hardy. 